# Euxoa perierga
Euxoa perierga är en fjärilsart som beskrevs av Brandt 1938. Euxoa perierga ingår i släktet Euxoa och familjen nattflyn. Inga underarter finns listade i Catalogue of Life.